# Anisotropía

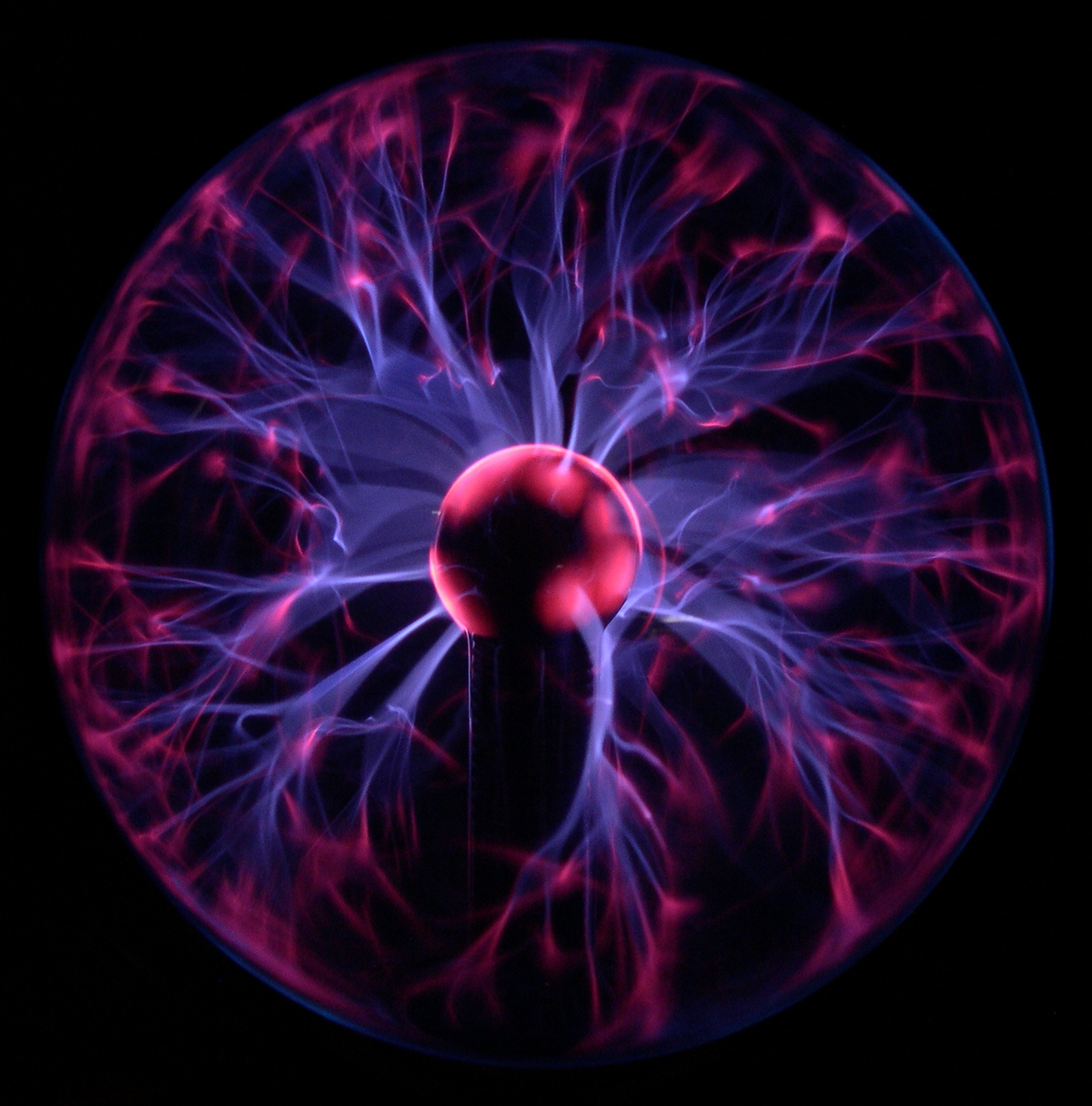
En una lámpara de plasma, el fenómeno de «filamentación» es una característica anisótropa del plasma.

En el campo de la física, la anisotropía es la propiedad general de la materia según la cual cualidades como elasticidad, temperatura, conductividad, velocidad de propagación de la luz, etc., varían según la dirección en que son examinadas. Algo anisótropo podrá presentar diferentes características según la dirección. La anisotropía de los materiales es más acusada en los sólidos cristalinos, debido a su estructura atómica y molecular regular.
En un sentido general, se habla de anisotropía cuando se produce cualquier cambio de escala de una figura o un cuerpo, como en un gráfico x - y, con factores distintos (o en dependencia de una función) en cada coordenada.

## Introducción

### Propiedades anisótropas
En principio toda propiedad física representable mediante una magnitud tensorial es susceptible de presentar un comportamiento anisótropo. Entre las propiedades que pueden presentar anisotropía están:
- Conductividad (térmica, electrónica, iónica...)
- Constantes elásticas de un sólido deformable
- Crecimiento cristalino
- Dilatación térmica
- Pleocroísmo
- Magnetismo

De la misma manera que los números pueden «medir» la magnitud escalar de una propiedad, los grupos matemáticos pueden «medir» la simetría de una propiedad. Así el tipo de anisotropía que presenta una propiedad puede caracterizarse mediante un subgrupo de un grupo de simetría de rotaciones.
Por ejemplo, si una determinada propiedad es invariante bajo la acción del grupo de rotaciones del espacio tridimensional entonces se dice que presenta isotropía, si no es invariante existirá un subgrupo maximal de rotaciones tal que bajo la acción de dicho subgrupo la acción quede invariante. De acuerdo con cual sea el subgrupo maximal puede clasificarse el tipo de anisotropía en diferentes:

## Tipos de anisotropía
Los tipos de anisotropía que presenta un material están asociados siempre a subgrupos del grupo ortogonal O(3), por lo que cada tipo de anisotropía viene caracterizada por un grupo puntual. Entre los tipos de anisotropía están:
- Anisotropías con subgrupos de simetría continuos:
  - Hemitropía, donde el grupo ortogonal especial SO(3) está contenido en el grupo puntual de simetría, pero no las reflexiones espaciales.
  - Isotropía transversal, donde existe un eje de simetría, por lo que el grupo de simetría contiene siempre a SO(2), siendo todas las direcciones perpendiculares a dicho eje equivalentes. Este tipo de material es un caso particular de material ortótropo. Un material compuesto por fibras longitudinales simétricas tiene este tipo de isotropía, como es el caso de la madera.
  - Hemitropía transversal, con el grupo de simetría SO(2), similar al anterior, pero más restringida. Un material formado por fibras longitudinales no simétricas (espirales de colágeno) tiene este tipo de simetría.
- Anisotropías con subgrupos de simetría discretos:
  - Poliédricas
    - Tetraédrica
    - Octaédrica
    - Icosaédrica

  - Axiales
    - Ortótropos
    - Clinótropos, incluye los subtipos monoclínico y triclínico.

## Anisotropía en diversas áreas

### Elasticidad
Si bien muchos materiales tecnológicamente importantes, producidos industrialmente como el acero (y otros metales, no estirados en frío), el aluminio, el hormigón, los ladrillos o el caucho son materiales que se pueden considerar isótropos, muchos otros materiales que ocurren en la naturaleza, como la madera, los tejidos del cuerpo humano (huesos, piel, tejidos colaginosos), son formados por fibras son de hecho anisótropos. Algunos materiales fabricados industrialmente y cuya estructura interna está formada por fibras alineadas como elementos de fibra de carbono son materiales anisótropos, con propiedades mecánicas diferentes si se miden en direcciones alineadas con las fibras o transversales a ellas.
La anisotropía se puede medir de forma efectiva directamente a partir de un tensor de rigidez de un material o compuesto, independientemente de su origen. Puede ser la textura, la aleatoriedad en la composición interna o defectos.
Para un material elástico existe localmente un grupo puntual de simetría material, que dicta cuantas constante elásticas independientes existirán en cada punto:
| Tipo de material | Tipo de material             | Grupo de simetría material {\displaystyle G\subset {\text{O}}(3)}                             | Descripción breve                                                    | Número de constantes elásticas |
| ---------------- | ---------------------------- | --------------------------------------------------------------------------------------------- | -------------------------------------------------------------------- | ------------------------------ |
| Isótropo         | Isótropo no quiral           | {\displaystyle \mathrm {O} (3)=\mathrm {SO} (3)\rtimes \mathbb {Z} _{2}}                      | Invariante bajo todas las rotaciones y reflexiones                   | 2                              |
| Isótropo         | Hemitrópico                  | {\displaystyle \mathrm {SO} (3)}                                                              | Invariante solo bajo todas las rotaciones                            | 3                              |
| Ortótropo        | Transversalmente isótropo    | {\displaystyle D_{\infty h}\cong \mathrm {O} (2)\times \mathbb {Z} _{2}}                      | Simetría axial con plano de reflexión (rotaciones + reflexión axial) | 5                              |
| Ortótropo        | Transversalmente hemitrópico | {\displaystyle D_{\infty }\cong \mathrm {SO} (2)\rtimes \mathbb {Z} _{2}}                     | Solo rotaciones alrededor del eje de simetría                        | 6                              |
| Ortótropo        | Tetragonal                   | {\displaystyle D_{4h}\cong (\mathbb {Z} _{4}\times \mathbb {Z} _{2})\rtimes \mathbb {Z} _{2}} | Giros e inversiones en dos direcciones perpendiculares.              | 5                              |
| Ortótropo        | Tetragonal                   | {\displaystyle C_{4h}\cong \mathbb {Z} _{4}\times \mathbb {Z} _{2}}                           | Giros en dos direcciones perpendiculares.                            | 6                              |
| Ortótropo        | (General)                    | {\displaystyle D_{2h}\cong \mathbb {Z} _{2}\times \mathbb {Z} _{2}\times \mathbb {Z} _{2}}    | Tres planos ortogonales de simetría                                  | 9                              |
| Clinotrópico     | trigonal                     | {\displaystyle D_{3h}\cong (\mathbb {Z} _{3}\rtimes \mathbb {Z} _{2})\times \mathbb {Z} _{2}} | Rotaciones y reflexiones de 120º o 240º                              | 6                              |
| Clinotrópico     | trigonal                     | {\displaystyle C_{3i}\cong \mathbb {Z} _{3}\times \mathbb {Z} _{2}}                           | Rotaciones de 120º o 240º                                            | 7                              |
| Clinotrópico     | Monoclínico                  | {\displaystyle C_{2}\cong \mathbb {Z} _{2}} {\displaystyle C_{1h}\cong \mathbb {Z} _{2}}      | Una sola simetría no trivial: reflexión o rotación de 180º           | 13                             |
| Clinotrópico     | Triclínico                   | {\displaystyle C_{1}\cong \{I\}}                                                              | Solo la identidad es una simetría, grupo de simetría trivial         | 21                             |

### Computación gráfica
En el campo de la computación gráfica, una superficie anisótropa va a cambiar de apariencia a medida que se rota sobre su normal geométrica, como es el caso con el terciopelo.
El filtrado anisotrópico es un método para mejorar la calidad de imagen de las texturas sobre superficies que están muy lejos y en ángulo pronunciado con respecto al punto de vista. Las técnicas más antiguas, tales como el filtrado bilineal y el filtrado trilineal no toman en cuenta el ángulo con que se ve una superficie, lo que puede dar lugar a aliasing o borrosidad de las texturas. Al reducir el detalle en una dirección más que en la otra, estos efectos pueden ser reducidos.